# Николаевка (Благовещенский район, Башкортостан)
Николаевка (баш. Николаевка) — село в Благовещенском районе Башкортостана, центр Николаевского сельсовета.

## Географическое положение
Расстояние до:
- районного центра (Благовещенск): 11 км,
- ближайшей ж/д станции (Загородная): 37 км.

## Население
| 2002 | 2009 | 2010 |
| ---- | ---- | ---- |
| 576  | ↗666 | ↗668 |

Согласно переписи 2002 года, преобладающая национальность — русские (77 %).

## История
Село Николаевка (Семеновка) основано в конце XVIII века на реке Семеновке, из-за чего иногда называется Семеновкой. Поселение появилось при Благовещенском заводе и первоначально носило название Николаевская слобода по имени бывшего тогда владельца завода Николая Хлебникова.
Жили в Николаевской слободе помещичьи крестьяне, переходившие от владельца к владельцу вместе с заводом. В период с 1835 года жители слободы принадлежали крупным землевладельцам Дашковым. Сразу после отмены крепостного права крестьяне образовали Николаевское сельское общество. Также была образована Николаевская волость, состоявшая из Николаевки и Дмитриевки, между которыми была проведена межа в 1836 году. Волостным старшиной стал Григорий Иванович Копейкин.
Уставная грамота на два селения, включая Дмитриевку, была составлена уже в 1861 году — в ней говорилось о наделении землей бывших помещичьих крестьян. Например, сенокосные поляны, которыми пользовались крестьяне до 1861 года, отошли к Дашковым. За владельцами также сохранялось исключительное право рыбной ловли в Белой, Семеновке, озерах и прудах. В распоряжении крестьян оказалось 2586 десятин надельной земли. Помимо этого, Дашковы согласились отпускать крестьянам лес на топливо за плату в 50 копеек за кубическую сажень.
Сначала Николаевская слобода входила в приход Благовещенского завода, но в 1860-е годы была освящена деревянная церковь Святителя и Чудотворца Николая, и слобода стала селом. Приход Никольской церкви в конце XIX века состоял из самого села и еще одной деревни, среди жителей прихода отмечено 28 раскольников.
Через какое-то время Николаевская волость была упразднена, Николаевка и Дмитриевка вошли в Благовещенскую волость. В 1870 году в селе насчитывалось почти полторы тысячи жителей. Среди крестьян села были носители самых разных фамилий: Моховы, Мулины, Милюковы, Комаровы, Барыкины, Балявины, Жуковы, Герасевы, Пичугины, Бычковы, Сапожниковы, Столяровы, Дьячковы, Горбуновы, Кулаковы, Куликовы, Утопленниковы, Боевы, Ермаковы, Копейкины, Коноваловы, Рубцовы, Рагузины, Хомутовы, Харабрины, Барановы, Поповы, Хаевы, Шапошниковы и другие.
Не вполне ясно, когда в Николаевке появилось учебное заведение. По одним данным, в 1893 году в селе открылась двухклассная церковно-приходская школа, в которой работало два учителя. По другим — церковно-приходская школа была уже в 1880-е годы.
К концу столетия в Николаевском селе были отмечены хлебозапасный магазин, три кузницы, два красильных заведения, две бакалейные лавки и казенная винная лавка. В начале XX века появились две водяные мельницы, а бакалейных лавок стало уже три.
В 1909 году в церковно-приходской школе работало два учителя и обучалось около сотни учеников — почти половина всех детей села в возрасте 8-11 лет.
Перепись 1913 года зафиксировала 347 хозяйств (из них 4 безземельных) и 2262 крестьян. В ходе столыпинской реформы было укреплено 10 наделов — всего 51,27 десятины, хозяевами села было куплено 42 десятины укрепленной надельной земли. Большинство крестьян имели также купчую землю в общей сложности 1454,8 десятины. Жили скромно, но было немало и крепких хозяев: семеро имели от 30 до 40 десятин земли, 28 — от 20 до 30 десятин. 28 хозяев занимались пчеловодством, а в 67 семьях дополнительный (или даже основной) доход давали занятия несельскохозяйственного характера.
С самого начала советских времен село Николаевка являлось административным центром одноименного сельсовета, первым председателем которого стал Дмитрий Михайлович Рагузин. В 1918 году крестьяне села произвели новое распределение земли по душам. А весной 1919 года Д. М. Рагузин и его помощник Р. В. Хаев были убиты белыми. И после окончательной победы красных в селе появилась партийная ячейка, а в 1924 году — местный комсомол.
В 1922 году в Николаевке случился сильный пожар, много домов сгорело дотла. Пережив трагедию, село быстро развивалось. В 1930 году начальная школа была преобразована в семилетнюю школу крестьянской молодежи. В 1931 году в Николаевке появился телефон, еще через год — радио.
Церковь закрыли в середине 1930-х, последним священником был Иван Караваев.
В 1929 году крестьянами села создан колхоз «Каменный Ключ», первым председателем которого стал Михаил Иванович Деев. Спустя пять лет в Николаевке появился первый колесный трактор «Фордзон».
Во время Великой Отечественной войны уроженец Николаевки Александр Васильевич Дьячков стал полным кавалером ордена Славы.
В начале 1950 года «Красный Ключ» и еще несколько колхозов объединились в большой колхоз имени Жданова, первым председателем которого стал П. Н. Комаров, а Николаевка — центральной усадьбой. К 1967 году колхоз имени Жданова имел 30 тракторов, 20 комбайнов, 17 автомашин. В 1989 году колхоз был переименован в «Бельский», а в 1999 году преобразован в СХПК. В 2000—2010 годах существовал СХПК «Николаевский».
В наше время большинство жителей Николаевки работают в городе Благовещенске и других местах за пределами села.

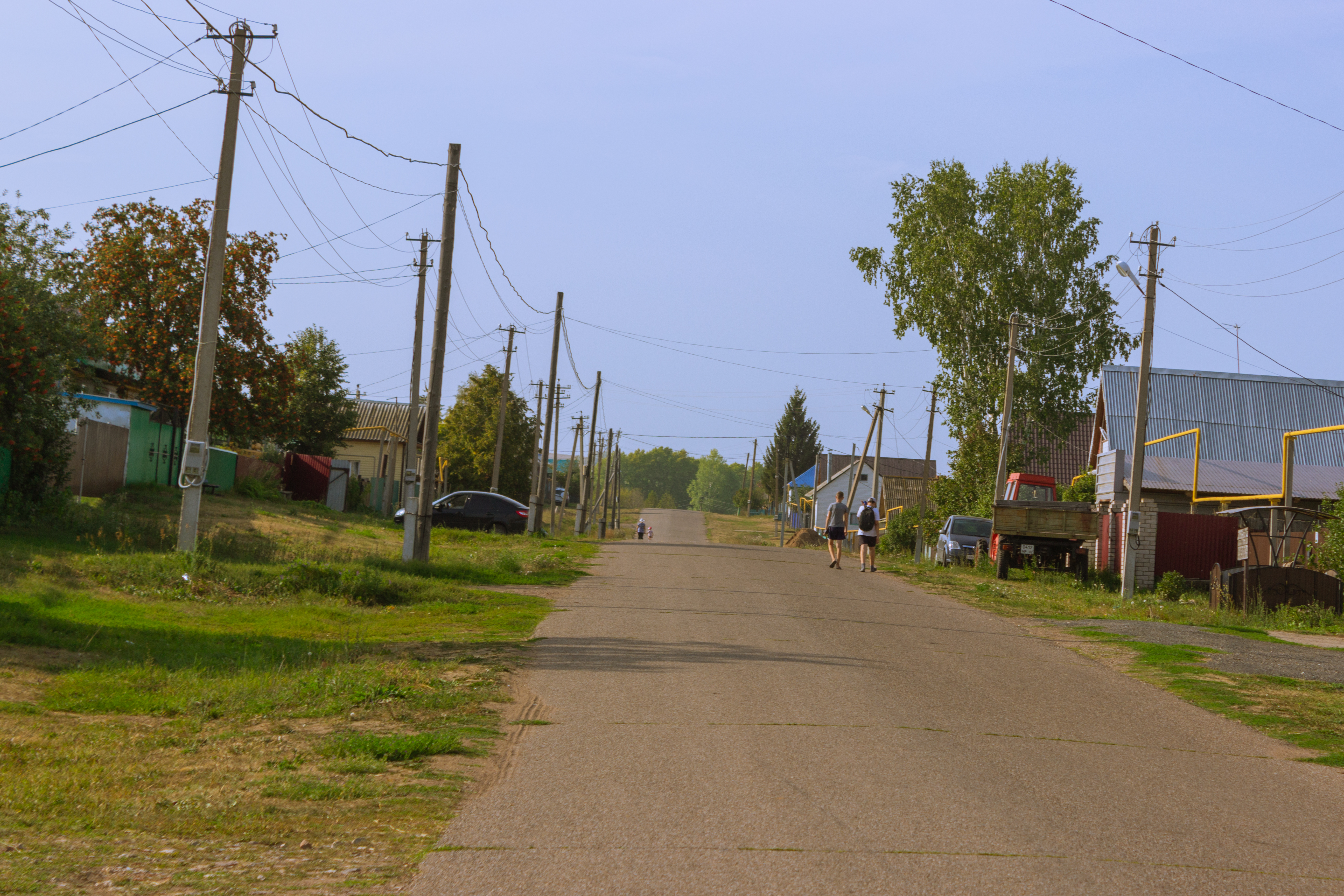
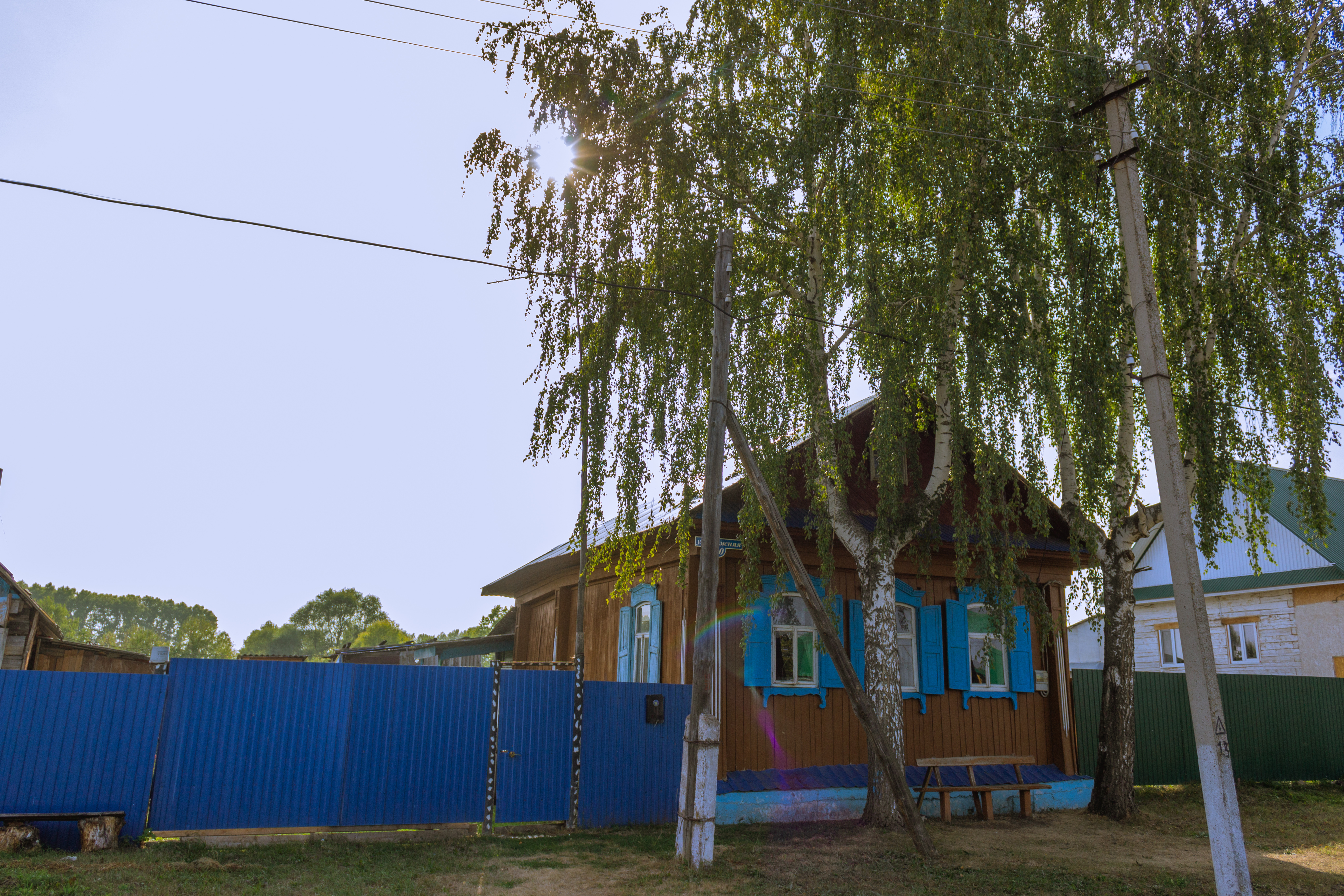
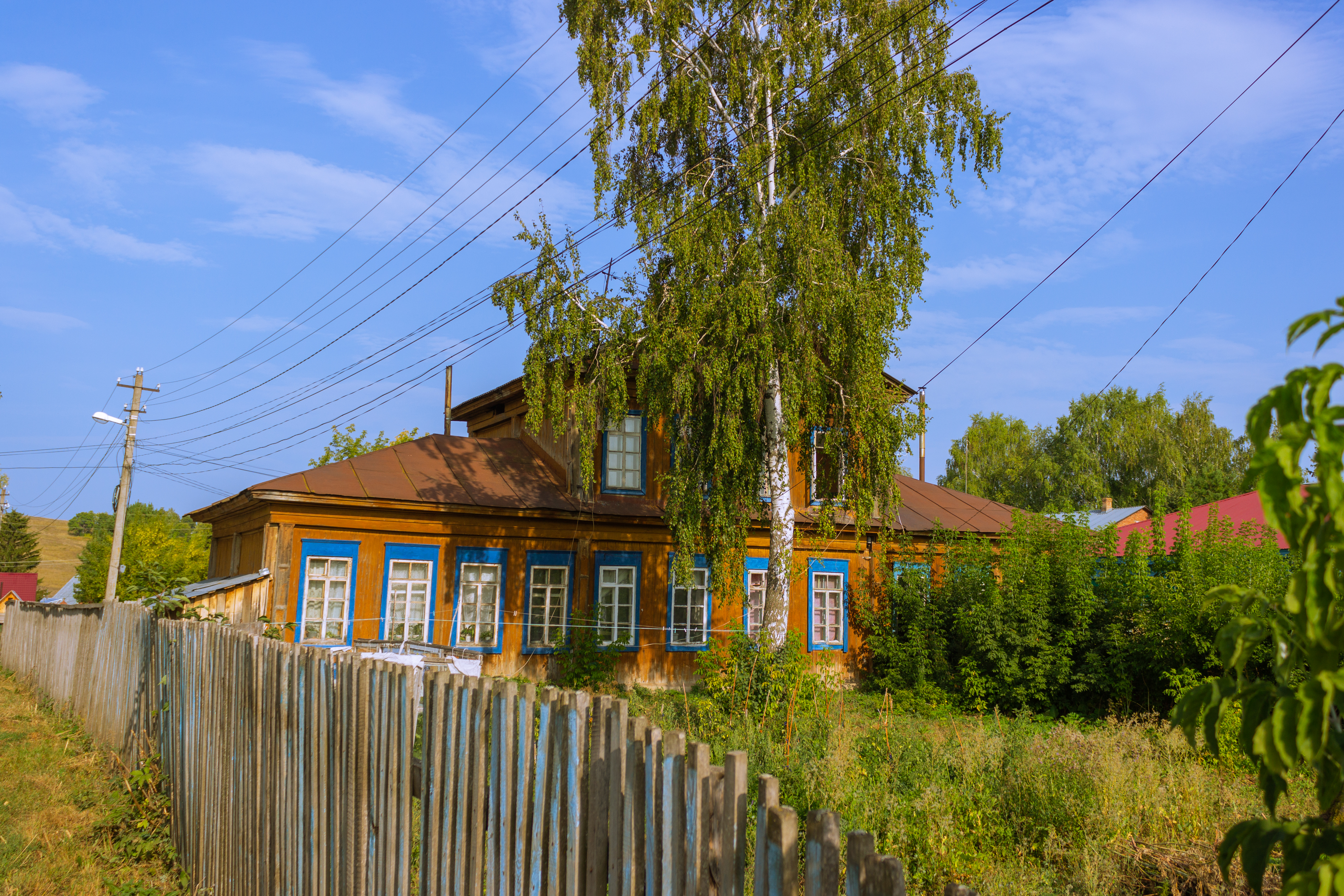
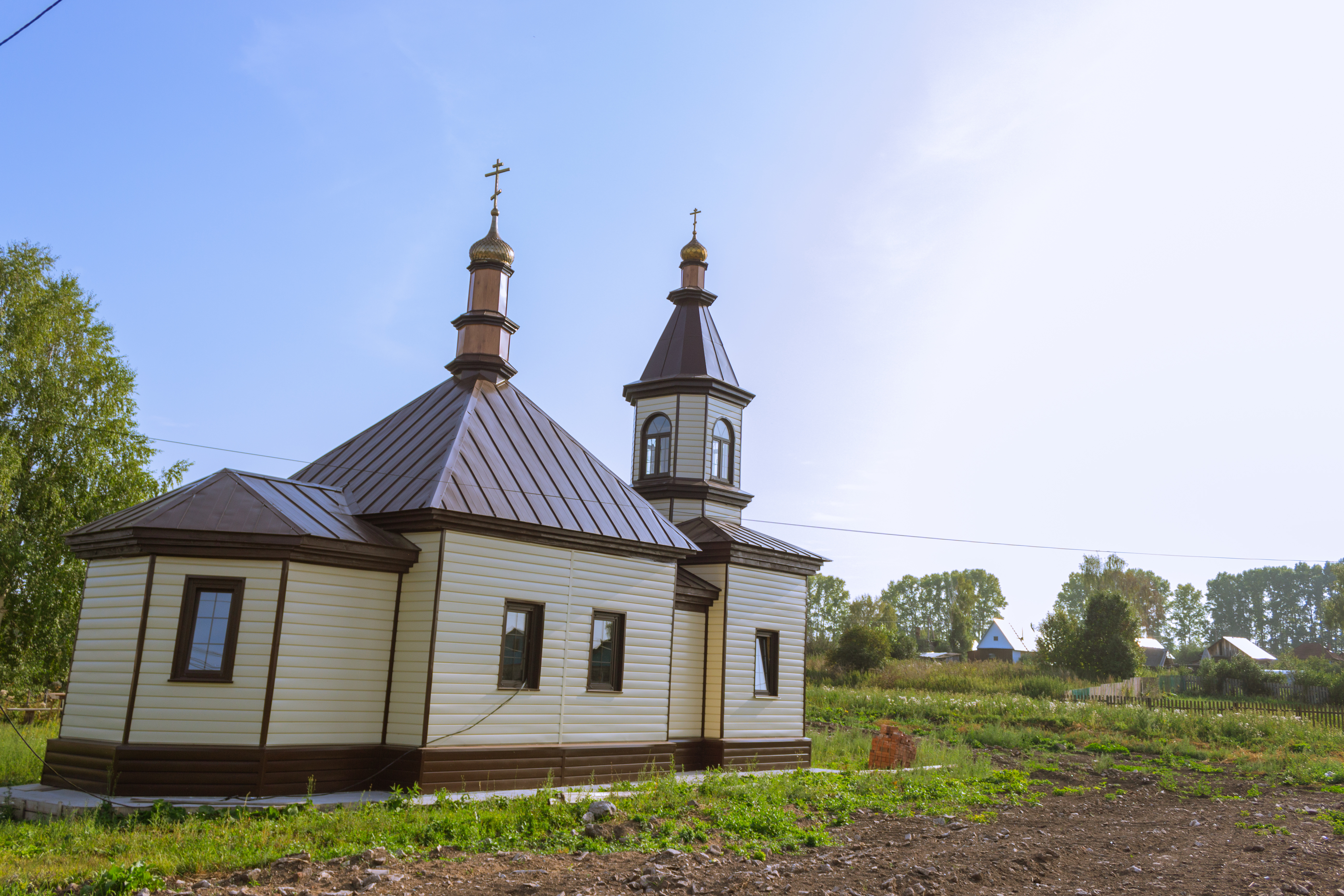
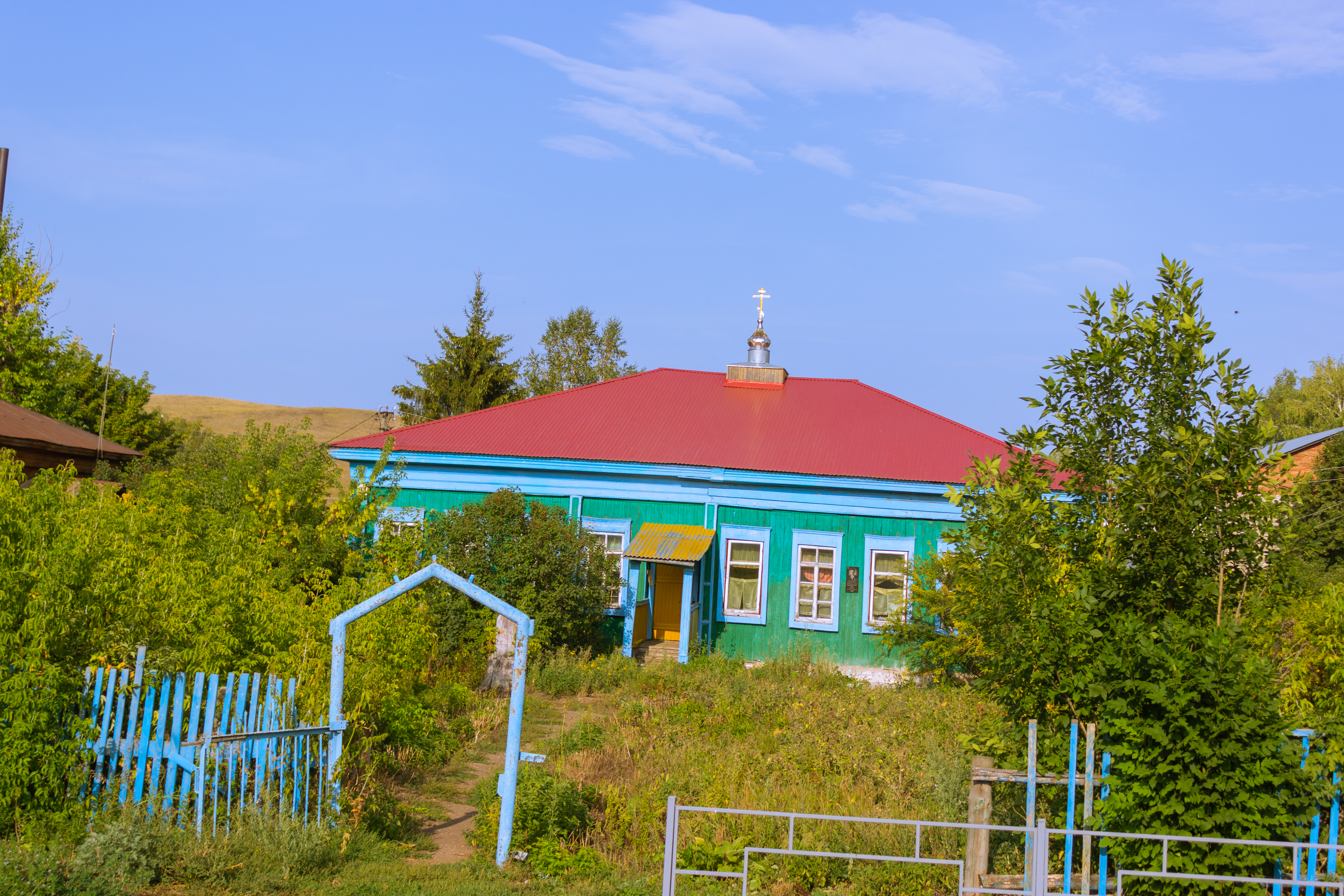
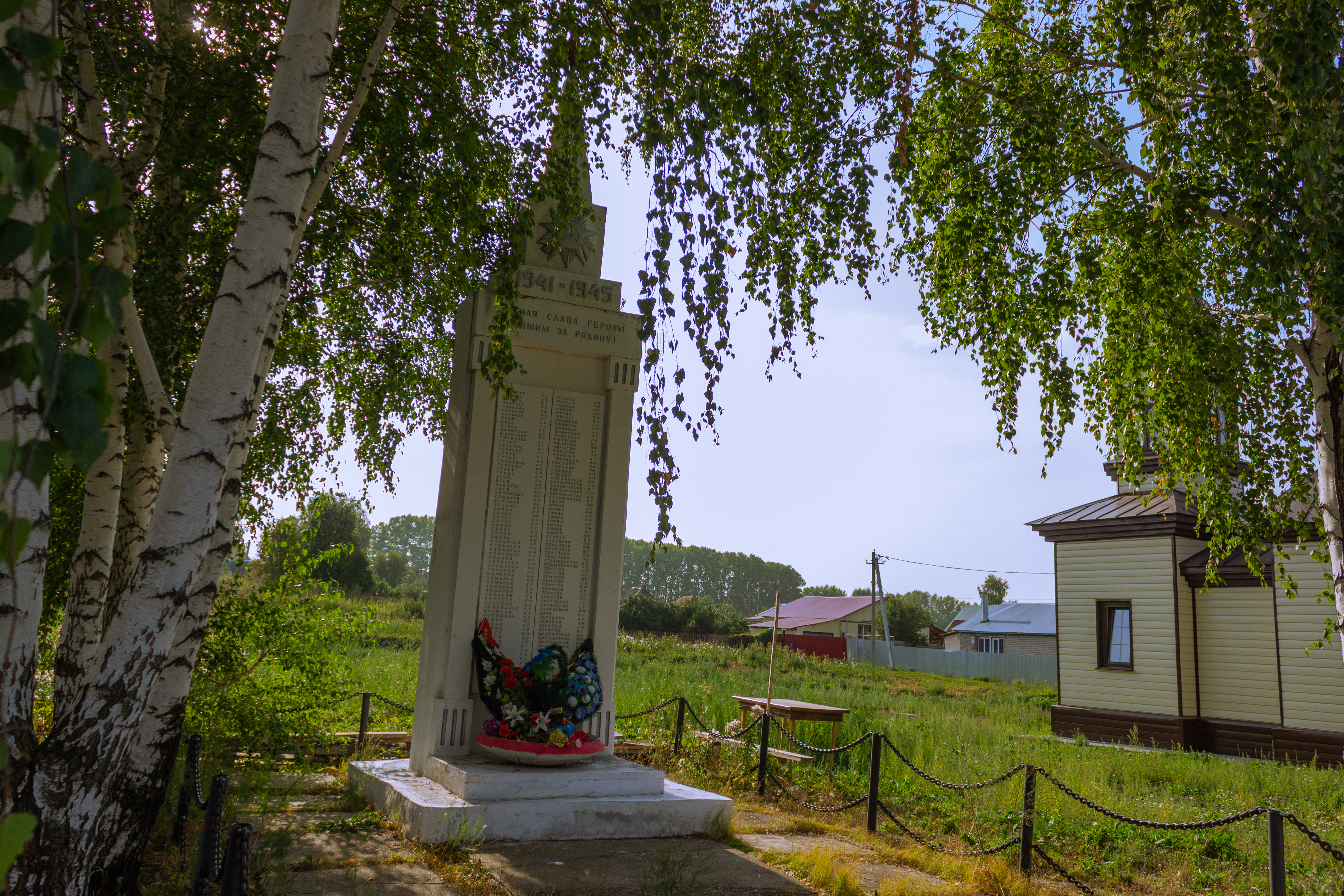
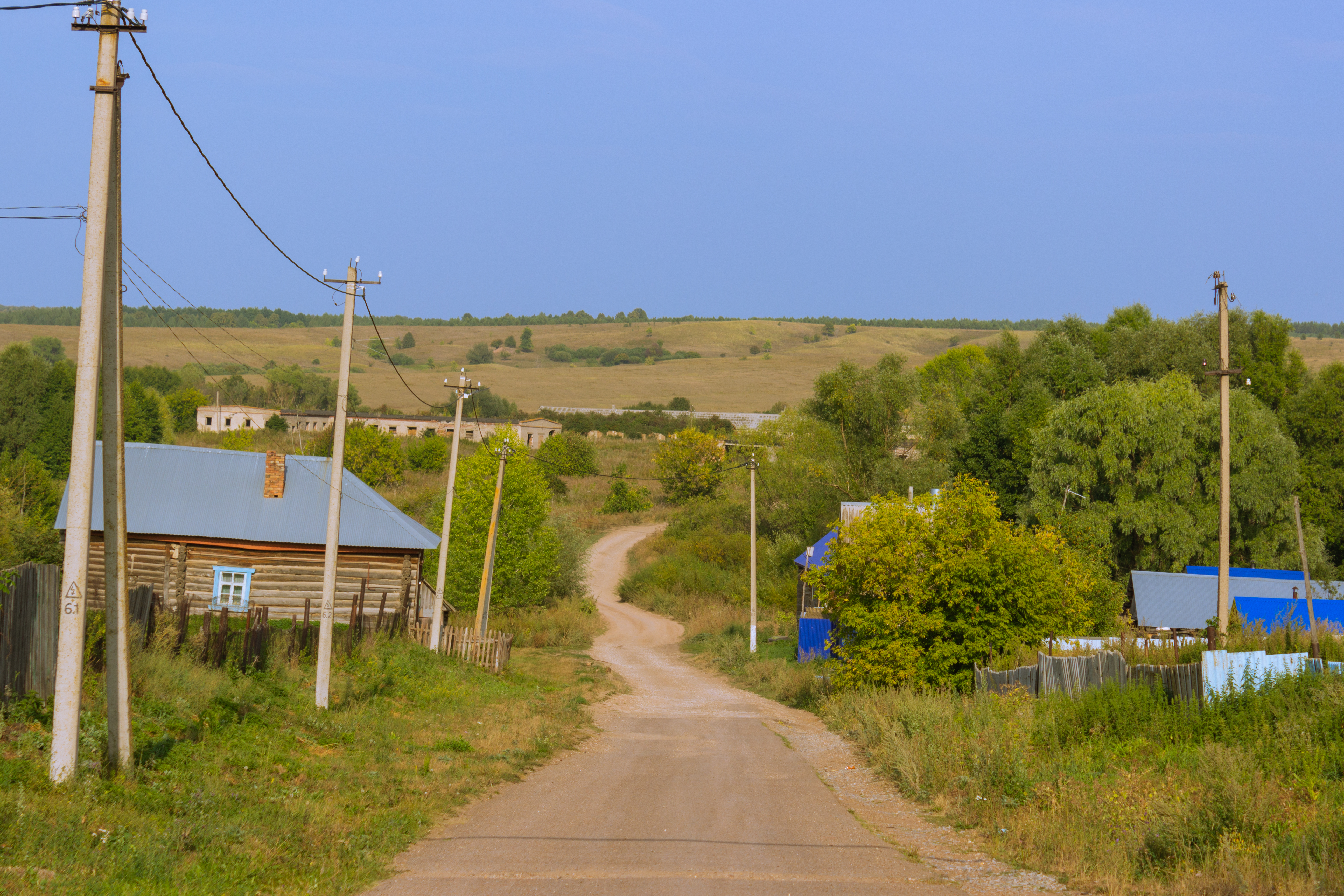

## Религия
В селе есть православный храм во имя Святителя и Чудотворца Николая.

## Известные уроженцы
- Дьячков, Александр Васильевич (25 октября 1921 года — 8 сентября 1961 года) — командир отделения взвода пешей разведки 861-го стрелкового полка 294-й стрелковой дивизии 52-й армии, младший сержант, полный кавалер ордена Славы.